# Klaviertrio op. 1,1 (Beethoven)
Das Klaviertrio op. 1,1 Es-Dur ist das erste von drei Klaviertrios, die Ludwig van Beethoven im Jahre 1795 unter der Opus-Nummer 1 publizierte. Die anderen beiden sind das Klaviertrio op. 1,2 in G-Dur und das Klaviertrio op. 1,3 in c-Moll.

## Entstehung
Bereits vor Entstehung der Klaviertrios op. 1 hatte sich Beethoven über die Klavierquartette von Wolfgang Amadeus Mozart der Gattung Klaviertrio genähert. So nahm sich Beethoven bei der Komposition seiner 1785 entstandenen Klavierquartette in Es-Dur, D-Dur und C-Dur WoO 36 Mozarts Violinsonaten KV 379, 380 und 296 zum Vorbild.
Die Klaviertrios op. 1 entstanden zum Großteil in den Jahren 1793 und 1794, wobei Beethoven das erste der drei Trios, das auch das älteste in der Gruppe darstellt, möglicherweise bereits in seiner Bonner Zeit schrieb. Widmungsträger der drei Trios ist Beethovens Gönner und Förderer Karl Lichnowsky, der erste private Aufführungen der Werke ermöglichte.
Die Klaviertrios wurden im Jahr 1795 mit dem von Fürst Lichnowsky finanzierten und von Artaria herausgegebenen Erstdruck unter der Opus-Nummer 1 veröffentlicht, wodurch die zuvor mit derselben Nummer bezeichneten „Figaro-Variationen“ (später WoO 40) zurückgestuft wurden. Möglicherweise entschied Beethoven sich für diese Nummerierung, da er die Trios als seine ersten zur Veröffentlichung würdigen Werke ansah. Der Musikwissenschaftler Konrad Küster vertritt jedoch die Meinung, dass die Entscheidung für die Opus-Nummer 1 auf Lichnowsky zurückgeht, der eine »symbolträchtige Nummer« für das ihm gewidmete Werk wünschte.

## Zur Musik
Beethoven geht bereits zu Beginn seiner Klaviertrio-Komposition neue Wege in der Gattung, indem er Klaviertrios mit vier statt der bisher üblichen drei Sätze schrieb und im Schlusssatz das bisher übliche Rondo durch den Sonatensatz ersetzte. Beethoven folgte bei der Konzeption dieses Trios dem Vorbild von Mozarts 1785 entstandenem Klavierquartett für Klavier, Violine, Viola und Violoncello Es-Dur KV 493.

### Erster Satz: Allegro
Der erste Satz beginnt mit einem über zwei Oktaven aufsteigenden Dreiklang, der den Musikwissenschaftler und Beethovenforscher Lewis Lockwood vermuten ließ, dass die Ouvertüre von Mozarts Oper Die Zauberflöte als Vorbild gedient haben könnte. Das auf diese Weise energische Hauptthema des Satzes steht im Kontrast zu dem von der Violine vorgetragenen, in g-Moll stehenden, lyrischen Seitenthema. Obwohl dieses Seitenthema nur ein Zwischenspiel bleibt, wird dieser Kontrast in der Durchführung durch ein prägnantes, drittes Motiv ergänzt. Die Coda erreicht den Umfang einer Durchführung.

### Zweiter Satz: Adagio cantabile
Das Adagio des zweiten Satzes, der in der Form eines Rondo steht, bekommt durch melodische Variation eine intensive Wirkung. Das lyrische Thema wird von dem Klavier vorgestellt und dann von der Violine aufgegriffen und variiert. Es folgt ein Duett von Violine und Violoncello, das mit seiner Klavierbegleitung den Musikwissenschaftler Alexander L. Ringer »an die Triosonate einer früheren Zeit erinnert.« Der Mittelteil mündet über C-Dur in der Reprise.

### Dritter Satz: Scherzo: Allegro assai
Der dritte Satz geht innerhalb weniger Takte vom c-Moll des Satzbeginns zu B-Dur über und erreicht erst in Takt 15 die Tonika seiner Grundtonart Es-Dur. Das zu Beginn dieses Satzes befindliche Viertonmotiv erklingt erneut im ersten Satz des G-Dur-Klaviertrios op. 1,2.
Der Scherzocharakter des Satzes äußert sich in der Vorschlagsfigur, die im Hauptthema zunächst behutsam erklingt und im Verlauf des Satzes an Gewicht gewinnt.

### Vierter Satz: Finale: Presto
Das Finale bekommt durch die Dezimensprünge des Hauptthemas, die laut Ringer wie »ganz gewöhnliche Straßenpfiffe« klingen, einen schwungvollen Charakter, während das Seitenthema für Ringer in der Art »eines ausgesprochenen Gassenhauers« gehalten ist. Der Satz enthält einige überraschende Momente wie das um einen Halbton zu hoch angesetzte Seitenthema in der Coda. Dadurch steht dieses Thema nach Meinung von Lewis Lockwood in der Tradition eines Quartett-Finales im Stile Joseph Haydns.

## Wirkung
Karl Lichnowsky ermöglichte um den Jahreswechsel 1793/1794 erste private Aufführungen der Trios. Bei dieser Gelegenheit soll Beethovens damaliger Lehrer in Wien, Joseph Haydn, seinen Schüler vor der Herausgabe insbesondere des dritten Trios, welches später das Beliebteste der Drei wurde, davor gewarnt haben, dass die Wiener nicht in der Lage seien, derlei komplexe und temperamentvolle Stücke aufzunehmen. Seine Befürchtungen stellten sich als unbegründet heraus.
Bei der Herausgabe der Werke nahm der Komponist insofern ein finanzielles Risiko auf sich, als er die Kosten für die Produktion zum Teil selbst trug und somit auf gute Verkaufszahlen der Trios angewiesen war. Die Trios wurden rund 250-mal verkauft; und Beethoven verdiente dabei über 700 Gulden, genug, um sich den Lebensunterhalt für ein ganzes Jahr zu sichern.
Der Allgemeinen musikalischen Zeitung gefiel Opus 1 besonders, »weil in ihm, wie in wenigen, die fröhliche Jugend des Meisters sich noch ungetrübt, leicht und leichtfertig, abgespiegelt, gleichwohl aber der spätere, tiefe Ernst und die zarte Innigkeit den Verf. schon zuweilen (und dann, wie schön!) anwandelt, auch, ungeachtet man die Vorbilder der Mozart'schen Klavier-Quartette erkennt, doch B.s Eigenthümlichkeit und Selbstständigkeit unverkennbar hervor leuchtet und umher flackernde, zündende Funken sprüht«.

### Belege
- Harenberg Kulturführer Kammermusik. Brockhaus, Mannheim, 2008, ISBN 978-3-411-07093-0.
- Klaviertrios. In: Beethoven-Handbuch. Bärenreiter, Kassel 2009, ISBN 978-3-476-02153-3. S. 483–493.
- Lewis Lockwood: Beethoven: Seine Musik – Sein Leben. Metzler, 2009, ISBN 978-3-476-02231-8. S. 73f.

### Weiterführende Literatur
- Wolfgang Osthoff: Die langsamen Einleitungen in Beethovens Klaviertrios (op.1 Nr. 2, op. 121, op. 70 Nr.2). In: Rudolf Bockholdt und Petra Weber-Bockholdt (Hrsg.): Beethovens Klaviertrios. Symposion München 1990. München 1992. S. 119–129.
- Alexander L. Ringer: 3 Klaviertrios in Es-Dur, G-Dur und c-Moll op.1 (zusammen mit dem Streichquintett c-Moll op. 104). In: Carl Dahlhaus, Albrecht Riethmüller und Alexander L. Ringer (Hrsg.): Beethoven – Interpretationen seiner Werke., 1994, Band 1, S. 1–20.